# Ґудрун Веґнер
Ґудрун Веґнер (нім. Gudrun Wegner, 28 лютого 1955 — 16 січня 2005) — німецька плавчиня.
Бронзова медалістка Олімпійських Ігор 1972 року на дистанції 400 метрів вільним стилем. Чемпіонка світу з водних видів спорту 1973 року на дистанції 400 метрів комплексом.